# تسويوشي كوداما
تسويوشي كوداما (باليابانية: 児玉 剛) (28 ديسمبر 1987 في سويتا في اليابان – )؛ هو لاعب كرة قدم ياباني سابق كان يلعب كحارس مرمى.

## وصلات خارجية
- تسويوشي كوداما على موقع رابطة كرة القدم اليابانية للمحترفين (اليابانية)
- تسويوشي كوداما على موقع إي إس بي إن إف سي (الإنجليزية)
- تسويوشي كوداما على موقع قاعدة بيانات كرة القدم.إي يو (الإنجليزية)
- تسويوشي كوداما على موقع Soccerway.com (الإنجليزية)
- تسويوشي كوداما على موقع عالم كرة القدم.نت (الإنجليزية)